# قصر الشباب والأطفال

قصرُ الشباب والأطفال في أم درمان

قصرُ الشبابِ والأطفال هو أحدُ المعالم المُميّزة لمدينة أم درمان ويحتلٌّ موقعًا استراتيجيًا في مدخل محلية اُمدرمان مُطلًا على مقرن النيلين وهو يقف بطوابقه الخمسة منذ ما يقارب 40 عامًا.

## التأسيس
تأسَّسَ قصر الشباب والأطفال في عام 1977 في عهد الرئيس السوداني الأسبق جعفر محمد نميري وظلَّ لأعوامٍ يرفدُ المجتمع بالعديد من الكوادر في مختلف المجالات الحِرفيَّة بجانب تلك الرياضية والفنية.

## تأهيل الشباب
يلعبُ قصر الشباب والأطفال دورًا كبيرًا في التعليمِ المهني في البلاد حيثُ يهدف القصرُ إلى تدريب وتأهيل «الفاقد التربوي»، ودفعهم للعمل في الجانبِ الحرفي من أجل تخريج كوادر وسيطة تُسْهِمُ في سدِّ النقصٍ في التخصصات المهنية والحرفية وصقل العمالة المدربة. يقومُ قصر الشباب والأطفال بتدريب مختلف التخصصات بدرجة دبلوم لمدة ثلاثة سنوات، وكورسات لمدة نصف عام ويأتي على رأسها التدريب الحرفي في مجال الكهرباء العامة، كهرباء السيارات والخراطة واللحام بجانب الإلكترونيات، التبريد والتكييف والطاقة الشمسية إضافةً إلى مجالات الرسم الهندسي والمباني، النجارة، الحدادة والبرادة والتركيبات الصحية،وقد قامت عدة دورات تدريبية في رمضان 2021 وبتمويل من البنك الدولي وقتها ،ابرزها دورة صناعة طوب الهايدروفورم الصديق للبيئة.

## المنشآت الرياضية
يتوفر قصرُ الشباب والأطفال على عدّة منشآت رياضية مثل مثل الكارتيه، التاكندو، تنس الطاولة إضافةً لكرة السلة والكرة الطائرة والجمباز وغيرها من الانشطة الرياضية.